# スポーツBOMBER!
スポーツBOMBER!（スポーツボンバー）は、2000年4月から2005年3月にかけて放送されていたTBSラジオのスポーツ情報番組。前身は1998年10月から2000年3月まで放送された『清水圭のスポーツKONG!』。
10月から翌年3月は毎週月曜日から土曜日（2000年10月〜2001年3月・2004年10月〜2005年3月は日曜日も含めた毎日）、4月から9月は毎週月曜日のみに放送されていた。
月曜日のみ「マンデースポーツバラエティ」を頭につけてタイトルコールをしていた。

## 放送時間
- 4月〜9月 
  - 月曜 17:50 - 20:00（2004年度のみ18:00開始）
- 10月〜3月　
  - 月曜 17:50 - 20:00（2000年度は17:50 - 19:00、2004年度は18:00 - 19:00）
  - 火曜〜金曜 17:50 - 19:00
  - 土曜 17:30 - 19:00（2000年度のみ17:50開始）
  - 日曜 17:50 - 19:00（2000年度）、18:00 - 19:00（2004年度）

### 備考
- 週末におけるTBSラジオ以外のネット局は、一貫して18:00からの開始となっていた。
- 土曜日に関しては、17:30開始となった2001年度以降、17:45 - 17:50に全国ニュース枠『ウィークエンドネットワーク』を内包していた。また2004年度は10月・11月のみ『Grand Touring Japan』放送の為、17:50スタートとなっていた（この間『ウィークエンド-』は独立番組として放送）。

## パーソナリティ
●の印がついているのは現職・当時も含めてTBSアナウンサー。

### 月曜日
- 清水圭・阿部美穂子（2000年4月－2003年9月）
- 清水圭・小山真理（2003年10月－2005年3月）

### 火曜日
- 緒方耕一・新タ悦男● （2000年10月－2001年3月）
- 畑山隆則・石井江奈 （2001年10月－2002年3月）
- 畑山隆則・中願寺香織 （2002年10月－2003年3月）
- 上原浩治・今井美紀 （2003年10月－2004年3月）
- 工藤公康・佐藤文康● （2004年10月）
- 緒方耕一・佐藤文康● （2004年11月－2005年3月）

### 水曜日
- 荻原次晴・佐藤文康● （2000年10月－2001年3月）
- ヨーコ・ゼッターランド・新夕悦男● （2001年10月－2002年3月）
- えなりかずき・ヨーコ・ゼッターランド （2002年10月－2003年3月）
- 盛田幸妃・似鳥祐子 （2003年10月－2004年3月）
- 佐々木主浩・小笠原亘● （2004年10月－2005年3月）

### 木曜日
- 水沼貴史・駒田健吾● （2000年10月－2001年3月）
- 水沼貴史・中願寺香織 （2001年10月－2002年3月）
- 水沼貴史・石川小百合 （2002年10月－2003年3月）
- 井原正巳・大槻りこ （2003年10月－2004年3月、2004年10月－2005年3月）

### 金曜日
- 青島健太・駒田健吾● （2000年10月－2001年3月）
- 緒方耕一・中澤志月 （2001年10月－2001年12月）
- 槙原寛己・中澤志月 （2002年1月－2002年3月）
- 三浦大輔・小倉弘子● （2002年10月－2003年3月）
- 苅部俊二・石川小百合 （2003年10月－2004年3月）
- 田中雅美・新タ悦男● （2004年10月－2005年3月）

### 土曜日
- 清水圭・小笠原亘● （2000年10月－2001年3月）
- えなりかずき・小笠原亘● （2001年10月－2002年3月）
- 浅草キッド・竹内香苗● （2002年10月－2003年3月）
- 山本圭壱・川田亜子● （2003年10月－2004年3月）
- 山本圭壱・相沢礼子 （2004年10月－2005年3月）

### 日曜日
- 川口和久・志賀大士● （2000年10月－2001年3月）
- 中西哲生・石川小百合 （2004年10月－2005年3月）

## 主なコーナー
この番組はタイトル通り主にスポーツ系の最新情報などのスポーツコーナー中心だったが、スポーツ以外にもバラエティチックなコーナーもあった。

### 月曜日
（2000年4月～2003年9月）
阿部ちゃんのおバカ卒業ゼミナール
2000年の番組スタート以来、長らく続いたコーナー。天然ボケキャラの阿部美穂子にリスナーから送られてきた日本人の常識をクイズとして答えさせた。阿部出演の最終日にはそれまでの総集編を放送した。
はがきトークあくせく
スポーツに関することで納得できないことがあれば、リスナーからはがきで送ってもらうというコーナーだった。採用されると清水圭デザインの「能力満開シール」と「番組特製・クオカード」がプレゼントされた。
スペシャルウィーク恒例・5万円争奪!スポーツマンまる秘エピソード・マジかいなクイズ
スポーツマンの奥様3人が夫にちなんだクイズを出題。全問正解者の中から1名に現金5万円、全回答者の中から5名に「焼津港の本マグロの中トロ」をプレゼントしていた。
（2003年10月～2005年3月）

## 備考
- 阿部美穂子の代打パーソナリティは毎回、TBSアナウンサーの外山惠理が担当していた。
- 土曜日担当の山本圭壱は、2004年度・2006年度のナイターシーズンには土曜日の事前番組を担当した他、2005年度には後継番組となる『山本圭壱の道楽野球〜サタデー〜』（土曜日）を担当していた。
- 最終回はしんみりとした感じも無く終わり涙ぐみもせず、あげく時間調整を間違え、プレゼント発表のあと「おめでとうございます。今までありがとうございました。さようなら。」と大急ぎで切り上げる形で終わった。

## 主な歴代ネット局（週末のみ）
- TBSラジオ
- 山梨放送
- 北日本放送
- 福井放送
- 山陰放送
- 山陽放送
- 西日本放送
- 南海放送
- 高知放送